# 田尻和宏
田尻和宏（英語：Tajiri Kazuhiro, 1952年7月7日—）是一位日本外交官。

## 生平
1952年出生于日本石川县，获得东京都立大学法学部学士学位，1976年进入日本外务省。曾经在南京大学研修学习中文，1981年日本外务省亚洲局中国司任职，1984年担任条约局条约司勤务。1986年担任日本驻华大使馆一等秘书，1990年担任日本驻旧金山总领事馆，1991年进入日本驻美国大使馆。1995年担任亚洲局中国司，2001年担任日本驻上海总领事馆首席领事，2004年担任日本驻重庆事务所所长，次年升格为总领事馆，2007年担任亚洲大洋洲局中国司地域调整官兼日中交流室室长、2008年担任亚洲大洋洲局中国・蒙古司地域调整官兼日中交流室室长，2009年担任日本驻广州总领事馆总领事，2012年担任日本驻沈阳总领事馆总领事。2013年担任日本驻帕劳大使，2016年离任。